# Сирия на летних Олимпийских играх 2000
Сирия принимала участие в Летних Олимпийских играх 2000 года в Сиднее (Австралия) в девятый раз за свою историю, но не завоевала ни одной медали. Сборная страны состояла из 8 спортсменов (6 мужчин, 2 женщины), которые выступили в соревнованиях по лёгкой атлетике, боксу, стрельбе и плаванию.